# Shannon Johnson
Shannon Regina Johnson (* 18. August 1974 in Hartsville, South Carolina, Vereinigte Staaten) ist eine ehemalige professionelle Basketball-Spielerin. Zuletzt spielte sie im Jahr 2009 für die Seattle Storm in der Women’s National Basketball Association.

## Karriere

### College und ABL (1992 bis 1998)
Johnson studierte von 1992 bis 1996 an der University of South Carolina. Während ihrer Zeit am College spielte Johnson auch für das Damen-Basketballteam der Universität den South Carolina Gamecocks.
Nach ihrer am College wechselte Johnson in die American Basketball League (ABL), wo sie von den Columbus Quest im ABL Draft 1996 in der achten Runde an der insgesamt 61. Stelle ausgewählt wurde. Johnson spielte zwei Saisons für die Quest, mit denen sie 1997 und 1998 die Meisterschaft gewann. Danach wurde die ABL nach nur zwei Saisons wieder aufgelöst; somit musste sie ihre Karriere in der ABL bereits frühzeitig beenden.

### WNBA (1999 bis 2009)
Da die ABL aufgelöst wurde, wechselte Johnson wie viele Spielerinnen der ABL in die Women’s National Basketball Association. Bei der Post-Expansion Draft Player Allocation 1999 wurde sie der Expansion-Franchise Orlando Miracle zugeteilt. Johnson war gleich von der ersten Saison an ein wichtiger Bestandteil der Miracle für die sie insgesamt vier Saisons spielte. Johnson war in dieser Zeit nicht nur eine der besten Spielerinnen der Miracle, sondern auch der gesamten Liga, deshalb wurde sie auch 1999, 2000 und 2002 in das Eastern Conference All-Star Team gewählt. In der Saison 2002 spielte sie ihre bislang beste Saison, als sie durchschnittlich 16,1 Punkte und 5,3 Assists pro Spiel erzielte. Jedoch blieb der große mannschaftliche Erfolg mit den Miracle aus. Lediglich in der Saison 2000 erreichte sie mit Orlando die Playoffs, mit denen sie jedoch nicht über die erste Runde hinauskam. 2002 wurden die Miracle an Mohegan Sun verkauft, der das Franchise nach Connecticut übersiedeln ließ und den Namen der Mannschaft in Sun änderte. In ihrer ersten und einzigen Saison für die Sun wurde sie das letzte Mal in das All-Star Team gewählt und erzielte mit einem Schnitt von 12,4 Punkten pro Spiel auch das letzte Mal einen zweistelligen Punkteschnitt. Mit den Sun erreichte sie zum zweiten Mal die Playoffs, wo sie jedoch in den Conference Finals gegen den späteren Meister die Detroit Shock ausschied.
Nach dieser Saison wurde sie gemeinsam mit dem 21. und 34. Draft-Pick im WNBA Draft 2004 zu den San Antonio Silver Stars für deren 4., 16. und 29. Draft-Pick im Draft 2004 transferiert. Johnson spielte drei Saisons für die Silver Stars mit denen sie nie die Playoffs erreichte. Johnson erzielte in allen drei Saisons durchschnittlich über 9 Punkte pro Spiel. Am 6. März unterzeichnete sie einen Vertrag beim amtierenden Meister den Detroit Shock. Aufgrund des hochwertigen Kaders der Shock bekam sie bei weitem nicht mehr so viel Spielzeit wie in den vorherigen Saisons, was sich auch negativ auf ihren Punkteschnitt etc. auswirkte. Trotzdem erreichte sie in dieser Saison erstmals die WNBA Finals. Allerdings verlor sie mit den Shock gegen die Phoenix Mercury im fünften und entscheidenden Spiel der Serie. Am 7. März 2008 unterschrieb sie abermals einen Einjahresvertrag dieses Mal bei den Houston Comets. In Houston bekam sie zwar wieder mehr Spielzeit, jedoch blieb mit dem Verpassen der Playoffs der mannschaftliche Erfolg erneut aus. Nachdem die Comets ihren Spielbetrieb nach dieser Saison einstellten unterschrieb sie bei Seattle Storm.  Da die Storm in der Saison 2009, ähnlich wie die Shock im Jahr 2007, einen äußerst starken Kader stellen, ist ihre Spielzeit wieder deutlich niedriger als in der Saison zuvor. Nach dieser Saison schloss sie keinen neuen Vertrag mit einem WNBA-Team.

### Europa
Für einige Jahre war sie auch für Vereine in Europa aktiv.

### Nationalmannschaft (2002 bis 2004)
Johnson gewann mit der US-amerikanischen Basketballnationalmannschaft bei den Olympischen Sommerspielen 2004 in Athen die Goldmedaille und wurde 2002 Basketball-Weltmeister mit dem US-Team.